# Lilla Kättilsgöl
Lilla Kättilsgöl är en sjö i Västerviks kommun i Småland och ingår i Botorpsströmmens huvudavrinningsområde.